# Runrigs diskografi
Det keltiske rockband Runrigs diskografi består af 14 studiealbums, seks livealbums og fem opsamlingsalbums.

## Albums

### Studiealbums
| År   | Album                       | Højeste hitlisteplacering | Højeste hitlisteplacering | Højeste hitlisteplacering | Certificering | Noter                                                                 |
| År   | Album                       | UK                        | DEN                       | GER                       | Certificering | Noter                                                                 |
| ---- | --------------------------- | ------------------------- | ------------------------- | ------------------------- | ------------- | --------------------------------------------------------------------- |
| 1978 | Play Gaelic                 | —                         | —                         | —                         |               |                                                                       |
| 1979 | The Highland Connection     | —                         | —                         | —                         |               | Claddagh Records                                                      |
| 1981 | Recovery                    | —                         | —                         | —                         |               |                                                                       |
| 1985 | Heartland                   | —                         | —                         | —                         |               |                                                                       |
| 1987 | The Cutter and the Clan     | 45                        | —                         | —                         | - BPI: Silver | Original 1987 release on Ridge Records; re-released on Chrysalis 1988 |
| 1989 | Searchlight                 | 11                        | —                         | —                         | - BPI: Gold   |                                                                       |
| 1991 | The Big Wheel               | 4                         | —                         | —                         | - BPI: Gold   |                                                                       |
| 1993 | Amazing Things              | 2                         | —                         | 47                        | - BPI: Silver |                                                                       |
| 1995 | Mara                        | 24                        | —                         | 81                        | - BPI: Silver |                                                                       |
| 1999 | In Search of Angels         | 29                        | —                         | 26                        |               |                                                                       |
| 2001 | The Stamping Ground         | 64                        | 33                        | 20                        |               |                                                                       |
| 2003 | Proterra (med Paul Mounsey) | —                         | 16                        | 10                        |               |                                                                       |
| 2007 | Everything You See          | 61                        | 1                         | 15                        | - DEN: Platin |                                                                       |
| 2016 | The Story                   | 26                        | 2                         | 6                         |               | Released in all territories on 29 January 2016                        |

### Livealbums
| År   | Album                                                      | Højeste placering | Højeste placering | Højeste placering | Certificering | Noter |
| År   | Album                                                      | UK                | DEN               | GER               | Certificering | Noter |
| ---- | ---------------------------------------------------------- | ----------------- | ----------------- | ----------------- | ------------- | ----- |
| 1988 | Once in a Lifetime                                         | 61                | —                 | —                 | - BPI: Gold   |       |
| 1994 | Transmitting Live                                          | 41                | —                 | 67                |               |       |
| 2000 | Live at Celtic Connections 2000                            | 168               | —                 | 48                |               |       |
| 2004 | Day of Days                                                | —                 | 13                | 25                | - DEN: Gold   |       |
| 2008 | Year of the Flood                                          | —                 | 4                 | 28                | - DEN: Gold   |       |
| 2014 | Party on the Moor (3CD)                                    | 51                | 4                 | 6                 |               |       |
| 2019 | The Last Dance – Farewell Concert (Live at Stirling) (3CD) | 27                | 7                 | 1                 |               |       |

Note: This table shows commercial live releases. Other live audio material has been released in the "Access All Areas" series for the official Runrig Fan Club, as shown below.

### Opsamlingsalbum
| År   | Album                                                    | Højeste placering | Højeste placering | Højeste placering | Certificering           | Noter                                                                        |
| År   | Album                                                    | UK                | DEN               | GER               | Certificering           | Noter                                                                        |
| ---- | -------------------------------------------------------- | ----------------- | ----------------- | ----------------- | ----------------------- | ---------------------------------------------------------------------------- |
| 1992 | Alba - The Best of Runrig                                |                   |                   |                   |                         | European release only - not released in UK                                   |
| 1996 | Long Distance – The Best of Runrig                       | 13                | 6                 | 60                | - BPI: Gold - DEN: Gold |                                                                              |
| 1998 | The Gaelic Collection (2CD)                              | 71                |                   |                   |                         |                                                                              |
| 1998 | Beat The Drum                                            |                   |                   |                   |                         |                                                                              |
| 2005 | 30 Year Journey – The Best                               |                   | 1                 | 38                | - DEN: Gold             | Originally released in Europe; re-released in UK with modified track listing |
| 2010 | 50 Great Songs (3CD/1DVD)                                |                   | 2                 | 43                | - DEN: Gold             |                                                                              |
| 2013 | Stepping Down The Glory Road - The Chrysalis Years (6CD) |                   |                   |                   |                         | Re-released in 2018 with modified track order.                               |
| 2018 | The Ones that Got Away                                   |                   |                   |                   |                         |                                                                              |
| 2018 | Rarities (2CD)                                           |                   |                   |                   |                         | Germany-only release; also released as limited edition 6CD/3DVD box set      |

## Singler og EP'er
| År   | Sang                                            | Højeste placering | Certificering | Album                              | Noter                                                            |
| År   | Sang                                            | UK                | Certificering | Album                              | Noter                                                            |
| ---- | ----------------------------------------------- | ----------------- | ------------- | ---------------------------------- | ---------------------------------------------------------------- |
| 1982 | "Loch Lomond"                                   | 86                |               | The Highland Connection            |                                                                  |
| 1984 | "Dance Called America"                          |                   |               |                                    |                                                                  |
| 1984 | "Skye"                                          |                   |               |                                    |                                                                  |
| 1986 | "The Work Song"                                 |                   |               |                                    |                                                                  |
| 1987 | "Alba / Worker for the Wind"                    |                   |               | The Cutter and the Clan            | Double A-side                                                    |
| 1988 | "Protect and Survive"                           |                   |               | The Cutter and the Clan            |                                                                  |
| 1989 | "News from Heaven"                              | 90                |               | Searchlight                        |                                                                  |
| 1989 | "Every River"                                   |                   |               | Searchlight                        |                                                                  |
| 1990 | Capture the Heart EP                            | 49                |               |                                    |                                                                  |
| 1991 | Hearthammer EP                                  | 25                |               | The Big Wheel                      |                                                                  |
| 1991 | Flower of the West EP                           | 43                |               | The Big Wheel                      |                                                                  |
| 1993 | "Wonderful"                                     | 29                |               | Amazing Things                     |                                                                  |
| 1993 | "The Greatest Flame"                            | 43                |               | Amazing Things                     | 2-part CD single                                                 |
| 1994 | "This Time of Year"                             | 38                |               |                                    |                                                                  |
| 1995 | "An Ubhal as Àirde"                             | 18                |               |                                    | Released following use of track in TV advert for Carlsberg lager |
| 1995 | "Things That Are"                               | 40                |               | Mara                               |                                                                  |
| 1996 | "Rhythm of My Heart"                            | 24                |               | Long Distance – The Best of Runrig | 2-part CD single. Cover of Rod Stewart song                      |
| 1996 | "The Greatest Flame (1996 Remix)"               | 30                |               | Long Distance – The Best of Runrig | 2-part CD single                                                 |
| 1999 | "The Message"                                   |                   |               | In Search of Angels                |                                                                  |
| 1999 | "Maymorning"                                    |                   |               | In Search of Angels                |                                                                  |
| 1999 | "This Is Not a Love Song"                       |                   |               | In Search of Angels                |                                                                  |
| 2001 | "Book of Golden Stories"                        |                   |               | The Stamping Ground                |                                                                  |
| 2003 | "Empty Glens"                                   |                   |               | Proterra                           |                                                                  |
| 2007 | "Clash of the Ash"                              |                   |               | Everything You See                 | Download only                                                    |
| 2007 | "Loch Lomond (Hampden Remix)" (med Tartan Army) | 9                 |               |                                    |                                                                  |
| 2008 | "Year of the Flood (Radio Edit)"                |                   |               | Everything You See                 | Download only                                                    |
| 2008 | "Road Trip"                                     |                   |               | Everything You See                 | Download only                                                    |
| 2013 | "And We'll Sing"                                |                   |               |                                    |                                                                  |
| 2015 | "The Story"                                     |                   |               | The Story                          |                                                                  |
| 2016 | "The Years We Shared"                           |                   |               | The Story                          | Download only                                                    |
| 2018 | "Somewhere" (med Julie Fowlis)                  |                   |               | The Ones that Got Away             | Download only                                                    |

## Videor
| År   | Titel                                            | Formater  | Noter                                   |
| ---- | ------------------------------------------------ | --------- | --------------------------------------- |
| 1990 | City of Lights                                   | VHS / DVD | Genudgivet på DVD i 2005                |
| 1992 | Wheel in Motion                                  | VHS / DVD | Genudgivet på DVD i 2000                |
| 1997 | Live at Stirling Castle: Donnie Munro's Farewell | VHS       |                                         |
| 2000 | Live in Bonn                                     | VHS       |                                         |
| 2004 | Day of Days                                      | DVD       |                                         |
| 2005 | Air an Oir                                       | DVD       | DVD-udgave af tv-udsendelse fra 1993    |
| 2008 | Year of the Flood                                | DVD       |                                         |
| 2014 | Party on the Moor                                | DVD / BD  |                                         |
| 2019 | The Last Dance                                   | DVD / BD  | Nåede no.1 på UK Music Film charts      |
| 2021 | There Must Be A Place                            | DVD / BD  | Documentary produced by Blazing Griffin |

## Fanklub-udgivelser
En serie kaldet Access All Areas med livemateriale og andet arkivmateriale har været udsendt via bandets officielle fanklub.
| År   | Titel                      | Format | Noter                                  |
| ---- | -------------------------- | ------ | -------------------------------------- |
| 2001 | Access All Areas Volume 1  | CD     |                                        |
| 2002 | Access All Areas Volume 2  | CD     |                                        |
| 2002 | Access All Areas Volume 3  | CD     |                                        |
| 2003 | Access All Areas Volume 4  | CD     |                                        |
| 2004 | Access All Areas Volume 5  | CD     |                                        |
| 2004 | Access All Areas Volume 6  | DVD    | Promo video collection and live tracks |
| 2005 | Access All Areas Volume 7  | CD     |                                        |
| 2006 | Access All Areas Volume 8  | DVD    | "Mod for Rockers" - 1987 TV broadcast  |
| 2006 | Access All Areas Volume 9  | CD     |                                        |
| 2008 | Access All Areas Volume 10 | CD     |                                        |
| 2011 | Access All Areas Volume 11 | CD     |                                        |
| 2012 | Access All Areas Volume 12 | DVD    | Miscellaneous live tracks              |